# Atlassian
Atlassian Corporation Plc — австралійська компанія з розробки програмного забезпечення для IT індустрії. Найбільш відома завдяки своїй системі відстеження помилок JIRA і Confluence. Штаб-квартира компанії розташована у Сіднеї. 
У четвертому фінансовому кварталі 2022 року Atlassian повідомила про обслуговування 242 623 клієнтів у понад 190 країнах із 10 мільйонами активних користувачів щомісяця. Станом на червень 2022 року в компанії працювало 8813 співробітників у 13 різних країнах.

## Історія
Ім'я компанії походить від Атланта (грец. Άτλας), персонажа грецької міфології. Логотип компанії до 2017 року мав вигляд X-подібної фігури що підтримує небо. Проте в 2017 логотип був зміненний на сучасний, бо за словами дизайнерів: "Попередня версія логотипу надихалась Атлантом, і прикладом легендарного служіння і підтримки. І хоча легендарне служіння все ще є основою компанії Atlassian, ми виросли і охоплюємо ширші і більші ідеї командної роботи". 
Компанію Atlassian заснували два студенти університету Нового Південного Уельсу Майк Кеннон-Брукс і Скот Фаркухар в 2002 році. Вони обоє покинули навчання для роботи над проектом. Стартовий капітал був тільки 10 тис. доларів, і більше ніяких стартових капіталовкладень не було, а в 2004 послугами компанії користувалось вже більше 2000 покупців. 
Перший свій продукт JIRA (система відстеження помилок і управління проектами) Atlasian випустила в 2002 році, а 25 квітня 2004 випустили Confluence - платформу для забезпечення спільної роботи, поширення документації і знань на основі wiki-технології.
В 2007 році Atlassian випустила Bamboo, сервер безперервної інтеграції і доставки, а також придбала Cenqua, іншу австралійську IT компанію, а разом з нею і її програмні продукти FishEye (система керування версіями), Crucible (програма для перегляду коду) and Clover (програма для тестування коду Java, в квітні 2017 Atlassian закрила її, і виставила код в відкритий доступ).
В липні 2010 року Atlassian отримали інвестицію в 60 млн. доларів від інвестиційної компанії Accel Partners, за рахунок цього в той ж місяць придбали вебсервіс для хостингу проектів на базі систем керування версіями Bitbucket.
В 2011 році дохід компанії досяг $102 мільйонів, а в 2014 вже $215 мільйонів. 
В 2012 році компанія придбала онлайн чат Hipchat. 
В 2014 році відбулась реструктуризація компанії, і основною стала компанія з назвою Atlassian Corporation Plc з офіційною штаб-квартирою в Лондоні, хоча реально штаб-квартира залишилась в Сіднеї.
В 2015 році Atlassian купила інший чат Hall, і інтегрувала його в Hipchat.  Також в 2015 вони зробили первнинну публічну пропозицію на біржі NASDAQ і їх капіталізація була оцінена в $4.37 мільярди.
В липні 2016 року Atlassian придбала стартап Dogwood Labs (Денвер) з їхнім продуктом Statuspage, а в січні 2017 купили систему керування проектами Trello за $425 мільйонів. 7 вересня 2017 компанія випустила месенджер Stride, а 17 жовтня анонсувала single sign-on систему Crowd . 5 червня 2018 стала доступною система  безпеки Atlassian Access. 
В 2025 році стала титульним спонсором гоночної команди Формули-1 Williams.

## Продукти
Atlassian за роки свого існування випустили і придбали більше десяти програмних продуктів для розробників і IT індустрії. Вони постійно оновлюються і підримуються, також в користувачів є можливість налаштувати програми під свої потреби і синхронізувати їх з іншими сервісами і між собою. 
- Продукти для планування і підтримки протягом всього циклу розробки (вони можуть поставлятися в "хмарній" і серверній версіях):
  - JIRA (Jira Software, Jira Service Desk, Jira Core)
  - Statuspage
- Чати, управління проектами і документація:
  - Confluence
  - Trello
  - Stride
  - Hipchat
- Системи керування версіями
  - Bitbucket
  - Crucible
  - Sourcetree
  - Bamboo
  - Fisheye
- Безпека
  - Single sign-on система Crowd
  - Atlassian Access